# Job z Počajiva
Jób Počajevský, ukr. Йов Почаївський / Jov Počajivs’kyj rusky Иов Почаевский, občanským jménem Ioann Železo (Ivan Žalizo – Іоанн Желізо) narozen okolo roku 1551, Kolomyja — 28. října 1651, Počajiv) byl mnich, počajevský ctihodný.
Jeho památka se v Ruské pravoslavné církvi uctívá 28. října (podle juliánského kalendáře), a také třetí neděli po Padesátnici (Seznam haličských světců).

## Život
Narodil se na území Haliče a ve věku 10 let vstoupil do Ugornického monastýru. Ve 12 letech přijal mnišské postřižení a jméno Jób, po dosažení plnoletosti byl vysvěcen na jeromnicha. Ve svých 30 letech přijal velkou schimu ve jménu Ioann (přesto je však jako svatý znám především pod jménem Jób).
Na prosbu knížete Ostrožského byl Jób pozván do Dubenský monastýr a více než 20 let byl jeho představeným. Při svém úřadu představeného Jób vedl osvětovou činnost, spolu s ním byla v typografii knížete Konstantina byla Ivanem Fjodorovem vytištěna Ostrožská Bible (první úplná slovanská Bible). Pod jeho vedením byly překládány spisy Otců Církve. Nevůle ze strany katolíků kvůli jeho činnosti ho přiměly kolem roku 1604 k odchodu do okolí Počajevské hory, kde hledal místo pro svou asketickou duchovní činnost. Usídlil se v jeskyni a mořil své tělo půstem.
Poté, co mniši z Počajevského kláštera uviděli Jóbovu oddanou víru, učinili jej igumenem monastýru. Jób poté zavedl v klášteře řeholní řád. Za jeho éry započala aktivní stavební činnost: byly vystavěné nové zdi monastýru, byl postaven chrám Svaté Trojice, a po něm ještě šest dalších kostelů. Jób pokračoval ve své osvětové činnosti a zformoval Počajevskou tiskárnu. Rovněž však pokračoval v práci psaní statí na obranu pravoslaví. Dodnes se uchovala jedna z jeho knih: «Книга Иова Железа, игумена Почаевскаго, властною его рукою написанная» („Kniha Jóba Želiza, igumena počajevského, jeho vlastní rukou napsaná“, v roce 1889 byla vydána pod názvem «Почаевская Пчела» – „Počajevská včela“).
Jób Počajevský zemřel ve věku sta let, v roce 1651. Jeho ostatky byly nalezeny nedotčené v roce 1659. 28. srpna 1833 z rozhodnutí Svatého Synodu byly Jóbovy ostatky podruhé otevřeny kvůli přezkoumání. V roce 1902 Svatý Synod určil na tento obnášet svaté ostatky ctihodného Jóba okolo Uspěnského chrámu Počajevské lávry po svaté liturgii.